# Friendswood
Friendswood är en stad i Galveston County, och Harris County, i storstadsområdet Greater Houston i Texas. Vid 2010 års folkräkning hade Friendswood 35 805 invånare.